# Adriano in Siria (Bach)
Adriano in Siria è un dramma per musica in tre atti del compositore tedesco Johann Christian Bach su libretto di Pietro Metastasio.
L'opera fu rappresentata per la prima volta il 26 gennaio 1765 al His Majesty's Theatre di Londra.

## Ripresa in tempi moderni e registrazione
Il dramma in tempi moderni fu rappresentato per la prima volta (e registrato) il 20 marzo 1982 al Logon Hall di Londra nell'ambito del Camden Festival; l'esecuzione fu affidata alla BBC Concert Orchestra sotto la direzione di sir Charles Mackerras.